# ArcInfo
ArcInfo – nazwa licencji na oprogramowanie ArcGIS firmy ESRI.
Jest to najpełniejsza licencja umożliwiająca wykonywanie wszystkich działań zaprojektowanych w środowisku ArcGIS. Pozwala na pracę w formatach SHP (ShapeFile), Personal Geodatabase (Geobaza osobista) oraz Multiuser Geodatabase (Wielodostępna baza danych).
ArcInfo to zaawansowane funkcjonalnie stadium rodziny oprogramowania ArcGIS. Obejmuje pełną funkcjonalność ArcView i ArcEditor, uzupełnioną o możliwości zaawansowanego geoprzetwarzania oraz możliwości konwersji danych, które "de facto" czynią ArcInfo, standardem GIS. ArcInfo jest kompletnym systemem tworzenia, gromadzenia, aktualizowania, analizowania, tworzenia zapytań oraz wizualizacji i publikacji danych GIS. ArcInfo oferowane jest w dwóch, równolegle dostępnych, postaciach, ArcInfo Desktop i ArcInfo Workstation.
ArcInfo Desktop zawiera całą funkcjonalność ArcEditor, rozszerzoną o kompletny zestaw narzędzi do zarządzania, analizowania i konwersji danych, dostępny w aplikacji ArcToolbox. Wykorzystując te narzędzia, można wykonywać konwersje danych, generalizacje danych, agregacje danych, operacje nakładania i buforowania, obliczenia statystyczne i wiele, wiele innych operacji. Każde z tych narzędzi posiada własny interfejs z odpowiednim kreatorem. ArcInfo Desktop pracuje na platformach: Windows NT, Windows 2000 i Windows XP.
ArcInfo Workstation oferuje możliwości geoprzetwarzania za pośrednictwem klasycznych interfejsów użytkownika (ARC, ARCEDIT, ARCPLOT, ARC Macro Language [AML] i innych). ArcInfo Workstation pracuje na platformach Windows NT, Windows 2000, Windows XP oraz wielu platformach UNIX.